# 新井裕介
新井 裕介（あらい ゆうすけ、1985年10月23日 - ）は、日本の俳優、モデル。埼玉県出身。オスカープロモーション所属。身長182cm。血液型はB型。
高校生のときからモデルの活動をはじめ、2009年に舞台『ミュージカル・テニスの王子様』で俳優デビュー。
趣味は、釣り・バスケットボール・テニス。特技は、陸上競技と着付け。

## 出演

### テレビドラマ
- 恋愛百景 卒業スペシャル（2008年、テレビ朝日）
- ティーンコート 第7話（2012年、日本テレビ） - 弁護士 役
- アスコーマーチ〜明日香工業高校物語〜（2011年、テレビ朝日） - 平川光司 役
- クローバー（2012年、テレビ東京） - 南正彦 役
- 平清盛（2012年、NHK） - 源為成 役
- 牙狼〈GARO〉-GOLDSTORM- 翔 第5話（2015年、テレビ東京） - ミツヤ 役

### 映画
- ローカルボーイズ!（2010年） - 三田 役
- ゲキアツ〜真夏のエチュード〜（2011年） - 井澤健一 役
- 富士見二丁目交響楽団　寒冷前線コンダクター（2012年） - 桐ノ院圭 役
- 死の実況中継（2014年）
- セカイイチオイシイ水〜マロンパティの涙（2019年）- 田中努 役

### オリジナルビデオ
- 幸せのカタチ 番外編 外野の恋（2013年） - 堂本 役

### 舞台
- ミュージカル・テニスの王子様（2008年 - 2010年） - 乾貞治 役
  - The Imperial Presence 氷帝 feat.比嘉（2008年7月 - 9月）
  - The Treasure Match 四天宝寺 feat. 氷帝（2009年2月 - 3月）
  - Dream Live 6th（2009年5月）
  - The Final Match 立海 First feat.四天宝寺（2009年7月 - 10月）
  - The Final Match 立海 Second feat.The Rivals（2009年12月 - 2010年3月）
  - Dream Live 7th（2010年5月）
- シブヤ×アキバ 〜カノジョはボクの青い鳥〜未来ver.（2010年8月 - 9月） - リョータ 役
- ユウコ 〜矢部家の大ピンチ!? 笑う門には矢部来たる〜（2010年9月） - 矢部祐介 / 芸人マイケル 役
- 激動の時を超えて BUTLER×BATTLER 〜聖夜の贈りもの〜（2010年12月） - 諸星翼 役
- 夏の夜の夢 〜から騒ぎの森〜（2011年7月） - ライサンダー 役
- 学園八犬伝（2011年8月） - 犬山道節忠與 役
- しあわせの支度（2012年6月） - 四月朔日二郎 役
- CABARET ON THE SEA（2012年8月） - 望月武 役
- PERFECT BOY FACTORY（2012年12月） - 秋葉影丸 役
- 朗読☆男子（2013年4月）
- プリンス・オブ・ストライド THE LIVE STAGE シリーズ - 壇悠次郎 役
  - エピソード1（2016年12月9日 - 14日、シアター1010 / 12月23日 - 25日、森ノ宮ピロティホール）
  - エピソード2（2017年4月22日 - 30日、シアター1010 / 5月5日 - 7日、森ノ宮ピロティホール）
  - エピソード3（2017年6月17日 - 25日、シアター1010 / 6月30日 - 7月2日、森ノ宮ピロティホール）
  - エピソード4（2017年8月14日 - 20日、シアター1010 / 8月25日 - 27日、豊中市立文化芸術センター）
  - エピソード5  (2018年5月31日 - 6月4日、シアター1010 / 6月15日 - 17日、森ノ宮ピロティホール)

### CM
- ロッテ「グリーンガム」
- サンヨー食品「デュラムおばさんのカップパスタ」（2012年）

## 書籍

### 写真集
- Boys/REAL イノセントゲーム（2008年、ワニブックス）ISBN 978-4847040986